# Suehiro Jun
Suehiro Jun (末広 純 (Mạt-Quảng Thuần) 10 tháng 1 năm 1995 –) là một nữ diễn viên khiêu dâm người Nhật Bản. Cô thuộc về công ti LIGHT.

## Sự nghiệp・Đời tư
Tháng 4/2022, cô ra mắt ngành phim khiêu dâm với tư cách là nữ diễn viên độc quyền của Madonna.
Từ tháng 8/2022, cô rời hợp đồng độc quyền và trở thành một nữ diễn viên tự do. Cô đã thể hiện sự khác thường khi ra mắt ngành với hình tượng già dặn, và sau khi trở thành kikatan (nữ diễn viên tự do), cô đã đóng một loạt các vai học sinh.
Tên diễn của cô bắt nguồn từ khi cô được bảo là "trông giống Hirosue Ryōko".
Vào tuần ngày 3/4/2023, cô xếp thứ nhất trong bảng xếp hạng sàn cho thuê FANZA với phim "Tiệm làm tóc tại gia của người phụ nữ đã kết hôn, một chuyên gia làm đẹp trẻ người đã bị thu hút bởi dương vật bẩn thỉu của người hàng xóm tận cùng xã hội" (人妻自宅サロン 底辺クズ隣人の汚らわしいデカマラに堕ちた若妻エステティシャン 末広純). Tháng 4 cùng năm cô cũng đã xếp thứ nhất trong bảng xếp hạng nữ diễn viên khiêu dâm hàng tháng của sàn video FANZA.
Cô đã xếp thứ 19 trong bảng xếp hạng nữ diễn viên khiêu dâm nửa đầu năm 2023 của FANZA.